# Blumberg
Blumberg település Németországban, azon belül Baden-Württembergben. Lakosainak száma 10 329 fő (2023. december 31.). Blumberg Beggingen és Bargen (SH) községekkel határos.

## Népesség
A település népessége az elmúlt években az alábbi módon változott:
| Lakosok száma | 9882 | 10 299 | 10 457 | 10 156 | 10 009 | 10 683 | 10 640 | 10 350 | 9948 | 10 329 |
|               | 1961 | 1968   | 1974   | 1981   | 1987   | 1994   | 2000   | 2007   | 2013 | 2023   |